# 李浩根
李 浩根（イ・ホグン、朝鮮語: 이호근、1915年11月20日 - 1966年4月24日）は、大韓民国の政治家。第2代韓国国会議員、第8代慶尚北道知事を歴任した。

## 経歴
慶尚北道醴泉郡出身。日本大学専門部文科卒。大韓光復青年団醴泉郡支部長、大韓青年団醴泉郡団団長を務めた。36歳の時は1950年の第2代総選挙で醴泉郡選挙区から大韓青年団の候補として当選したが、1954年の第3代総選挙では自由党の公認をもらったものの落選した。民主党政権時代は第8代慶尚北道知事（1960年10月7日〜1961年5月23日）を務めた。1963年の第6代総選挙では民主党の公認を受けて立候補したが、再び落選した。
1966年4月24日、大邱市中区の自宅にて心臓麻痺により死去。享年54。